# 774 CCFL

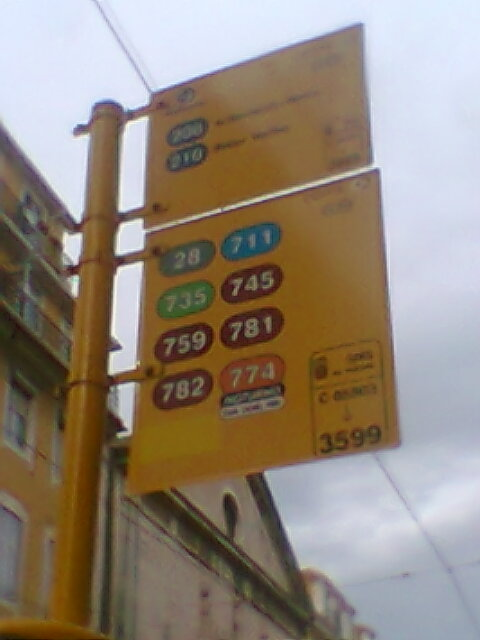
Paragem noturna da, onde também fazem serviço regular várias outras carreiras, em foto de 2012.

A carreira 774 da Carris, transportadora coletiva municipal de Lisboa, Portugal, é simbolizada com a cor laranja, prestando o serviço de carreira complementar na rede de transportes públicos da cidade de Lisboa, ao operar apenas na zona central da Carris. Possui os seus terminais no terminal da Rua Gomes Freire e no Campo de Ourique, junto ao Cemitério dos Prazeres, efetuando um serviço de proximidade nos arruamentos da freguesia de Santa Isabel, ligando aos principais eixos de transporte.